# Limite de Schönberg–Chandrasekhar
Em astrofísica estelar, o limite de Schönberg–Chandrasekhar determina a massa máxima com a qual um núcleo estelar isotérmico pode suportar o colapso gravitacional de seu envoltório. Esse limite é uma função explicita da razão entre a massa total do núcleo e a massa do envoltório. Suas estimativas dependem da composição química dos objetos em questão, com valores típicos variando de 0,1 a 0,5 massas solares.  Seu nome é uma homenagem aos astrofísicos Subrahmanyan Chandrasekhar e Mario Schenberg, que estimaram seu valor pela primeira vez em 1942.